# Mantra (альбом)
Mantra — четвёртый студийный альбом американской хардкор-панк группы Shelter, изданный в 1995 году лейблом Roadrunner Records.
По мнению журналиста и писателя Нила Страусса, в этом альбоме Shelter представили духовные принципы кришнаитов в виде «универсального, общего послания единства, уважения и веры». Музыкальный критик Дженни Элиску отмечает, что в Mantra нашла отражение приверженность участников Shelter философии straight edge и религии гаудия-вайшнавизма. Группа создала мелодичный хардкор-панк альбом, несколько отойдя в сторону от поп-панк стиля. Песня «Here We Go» даже стала гимном хардкора. Тексты песен альбома посвящены в основном теме кришнаитской философии и проблемам, созданным западной цивилизацией.

## Список композиций
1. «Message of the Bhagavat» — 3:00
2. «Civilized Man» — 2:37
3. «Here We Go» — 2:38
4. «Appreciation» — 2:08
5. «Empathy» — 3:33
6. «Not the Flesh» — 2:45
7. «Chance» — 1:15
8. «Mantra» — 3:09
9. «Surrender to Your T.V.» — 2:32
10. «Letter to a Friend» — 3:19
11. «Metamorphosis» — 3:33